# 北34線
北34線 隔頂－水湳洞，是位於新北市的一條區道，起自新北市瑞芳區九份隔頂，經金瓜石至新北市瑞芳區水湳洞，全長5.052公里。自1961年金瓜石至水湳洞間路段即編為鄉道至今，編號未改；北段的金瓜石－水湳洞間路線又名金水公路，曾由臺灣金屬鑛業股份有限公司申請編為專用公路金瓜石－水湳洞線，1969年與原北34線路線合併至今。此外，新北市政府工務局插設的里程牌順序恰好與交通部公路局公布之起終點相反，為誤插。

## 路線說明
北34線全線全線以金瓜石為界分為南北兩段，以南路名為金光路，是九份及金瓜石地區的觀光要道，位於雞籠山與無耳茶壺山間的金瓜石溪谷地內，坡度落差極大，故金水公路上有不少蛇形彎。又因此線為金瓜石地區的重要道路，有多班往來金瓜石地區的公車行經此線，假日亦常因觀光需求於九份的路口實施交通管制，此一觀光需求更凸顯窄且多彎的路廊所帶來的危險。
新北市
- 瑞芳區：隔頂0.0k（起點，102線叉路）→ 金光路 → 金瓜石1.7k → 金水公路 → 水湳洞5.052k（終點，台2線岔路）

## 沿線景點、設施
| - 九份 - 瑞芳鎮20號公墓 - 無耳茶壺山登山步道 - 新北市立黃金博物館 - 時雨中學 - 金瓜石 - 瓜山國小 | - 山尖路步道 - 蛇形彎 - 金瓜石溪 - 黃金瀑布 - 十三層選礦場 - 水湳洞 - 陰陽海 |

## 交會重要道路
- 102線（汽車路）
- 山尖路（可通九份）
- 祈堂路（可通勸濟堂）
- 台2線（北部濱海公路）

## 聯絡聚落
- 金瓜石地區
  - 新山
  - 瓜山
  - 銅山
  - 石山

| - 水湳洞地區 - 濂新里 - 濂洞里 |